# Cantón de Verzy
El cantón de Verzy era una división administrativa francesa, que estaba situada en el departamento de Marne y la región de Champaña-Ardenas.

## Composición
El cantón estaba formado por veintidós comunas:
- Baconnes
- Beaumont-sur-Vesle
- Chamery
- Champfleury
- Chigny-les-Roses
- Les Petites-Loges
- Ludes
- Mailly-Champagne
- Montbré
- Puisieulx
- Rilly-la-Montagne
- Sept-Saulx
- Sermiers
- Sillery
- Trépail
- Val-de-Vesle
- Verzenay
- Verzy
- Ville-en-Selve
- Villers-Allerand
- Villers-aux-Nœuds
- Villers-Marmery

## Supresión del cantón de Verzy
En aplicación del Decreto nº 2014-208 de 21 de febrero de 2014, el cantón de Verzy fue suprimido el 22 de marzo de 2015 y sus 22 comunas pasaron a formar parte; dieciséis del nuevo cantón de Mourmelon-Vesle y Montes de Champaña, dos del nuevo cantón de Fismes-Montaña de Reims, dos del nuevo cantón de Reims-4 y dos del nuevo cantón de Reims-8.